# Cantón de Arjona
El cantón de Arjona fue un cantón proclamado en la localidad española de Arjona (provincia de Jaén) el 23 de julio de 1873 durante la Primera República Española. Formó parte de la rebelión cantonal iniciada por el «Cantón Murciano» proclamado en Cartagena once días antes. Fue uno de los cuatro cantones que se proclamaron en Jaén (junto con el cantón de Andújar, el cantón de Bailén y el  cantón de Linares). Los intentos de proclamar el «cantón de Jaén» en la capital de la provincia y en Úbeda fracasaron.
El cantón duró muy pocos días, como el resto de cantones de Jaén, de tal modo que a mediados del mes de agosto la tranquilidad y el orden habían sido restablecidos en toda la provincia.